# Bharatisiren
Bharatisiren – wymarły rodzaj roślinożernego ssaka morskiego z podrodziny diugoni. Żył w późnym oligocenie i wczesnym miocenie (28,1-20,44 mln lat temu) na terenie dzisiejszych Indii, a konkretniej stanu Gudźarat.
Jego "sąsiadami" były co najmniej dwa wymarłe gatunki diugoni, Kutchisiren cylindrica i Domningia sodhae. Te gatunki i rodzaj Bharatisiren różniły się nachyleniem pyska, rozmiarem i innymi cechami budowy czaszki i kłów. Prawdopodobnie pozwoliło im to rozproszyć się w różnych niszach ekologicznych i zmniejszyć konkurencję międzygatunkową, ale dokładny związek między nimi nie został jeszcze ustalony.

## Gatunki[1]
Gatunkiem typowym jest Bharatisiren kachchhebsis, który niegdyś sklasyfikowano jako należący do rodzaju Metaxytherium i w 1987 nazwano Metaxytherium kachchhebsis. W 1997 S. Bajpai i D. P. Domning uznali jednak, że osobnik na tyle różni się od rodzaju Metaxytherium, że należy do osobnego rodzaju. 
Drugim gatunkiem jest nazwany w 2006 roku przez Bajpai Bharatisiren indica.